# 3146 Dato
A 3146 Dato (ideiglenes jelöléssel 1972 KG) a Naprendszer kisbolygóövében található aszteroida. Tamara Mihajlovna Szmirnova fedezte fel 1972. május 17-én.